# Crespiatica
Crespiatica (Crespiàdiga in dialetto lodigiano) è un comune italiano di 2 206 abitanti della provincia di Lodi in Lombardia.

## Geografia fisica
Il suo territorio si incunea nella provincia di Cremona.
La frazione di Tormo è posta ai confini con i comuni di Corte Palasio e Dovera, mentre la frazione Benzona è posta al confine con il comune di Bagnolo Cremasco.

## Storia
Crespiatica fu dapprima possesso del vescovo di Pavia, dal XII al XV secolo e dal 1652 passò a Francesco del Maino.
Tormo appartenne, nell'XI secolo, al contado di Treviglio e poi a Milano. Passò in seguito a Guido della Torre (XIV secolo) e ai Bertoglio (XVIII secolo).
Nel 1879 al comune di Crespiatica venne aggregato il comune di Tormo.

### Simboli
Lo stemma e il gonfalone sono stati concessi con decreto del presidente della Repubblica del 10 dicembre 1969.
La croce è attribuito del patrono sant'Andrea; il Cavedano (in dialetto Caveśal o Caveźal) d'argento in punta simboleggia la frazione Tormo che richiama i primi signori del posto, i Cavezzali Gabba.
Il gonfalone è un drappo troncato di giallo e di azzurro.

## Monumenti e luoghi d'interesse
Tra gli edifici di interesse storico artistico c'è la parrocchiale di Sant'Andrea Apostolo, una chiesa barocca in cui è conservata una grande pala d'altare raffigurante il martirio del santo (XVII secolo).
In frazione Tormo è la neoclassica villa Cavezzali Gabba.

## Società

### Evoluzione demografica
Abitanti censiti

### Etnie e minoranze straniere
Al 31 dicembre 2008 gli stranieri residenti nel comune di Crespiatica in totale sono 230, pari all'11,70% della popolazione. Tra le nazionalità più rappresentate troviamo:
| Paese   | Popolazione (2008) |
| ------- | ------------------ |
| Romania | 81                 |
| Egitto  | 54                 |
| Marocco | 29                 |
| Albania | 21                 |
| Tunisia | 14                 |

## Geografia antropica
Secondo lo statuto comunale, nel territorio comunale sono presenti, oltre al capoluogo, le frazioni di Benzona e Tormo, le cascine Casaletti, Campagna e Santa Maria, e l'"agglomeramento" di Conce Verde.
Secondo l'ISTAT, il territorio comunale comprende il centro abitato di Crespiatica, la frazione di Tormo, e le località di Cascina Casaletti.

## Economia
Il territorio comunale è attraversato dalla strada provinciale Lodi - Crema e da quella interna Crespiatica - Dovera, lungo le quali si è formata un'area industriale e artigianale. Le aziende presenti operano nei settori edilizio, chimico e meccanico.
Sono presenti una ventina di aziende minori che si dedicano a svariate attività.
L'agricoltura è attiva con una quindicina di aziende agricole, che producono soprattutto cereali e foraggi per l'allevamento bovino.
Contrariamente a quanto avvenuto in altri centri, il calo demografico a Crespiatica è stato sempre molto contenuto e la mano d'opera è quasi integralmente assorbita dalle attività locali.

## Amministrazione
Segue un elenco delle amministrazioni locali.
| Periodo | Periodo   | Primo cittadino               | Partito                       | Carica  | Note |
| ------- | --------- | ----------------------------- | ----------------------------- | ------- | ---- |
| 1945    | 1956      | Angelo Palladini              |                               | Sindaco |      |
| 1956    | 1970      | Giuseppe Regazzetti           |                               | Sindaco |      |
| 1970    | 1975      | Esachiele Baroni              |                               | Sindaco |      |
| 1975    | 1985      | Italo Dedè                    |                               | Sindaco |      |
| 1985    | 2004      | Natale Moroni                 |                               | Sindaco |      |
| 2004    | 2014      | Anna Maria Ogliari            | lista civica (centrosinistra) | Sindaco |      |
| 2014    | 2019      | Fabrizio Rossi                | lista civica (centrosinistra) | Sindaco |      |
| 2019    | in carica | Carlo Alberto Francesco Rizzi | lista civica (centrodestra)   | Sindaco |      |